# Nyctalus plancyi
Nyctalus plancyi là một loài động vật có vú trong họ Dơi muỗi, bộ Dơi. Loài này được Gerbe mô tả năm 1880.